# Around the World (canción de Daft Punk)
«Around the World» es una pieza musical del dúo francés Daft Punk, de género house. Aparece en su álbum Homework, de 1997; aunque ésta fue lanzada como sencillo el 17 de marzo del mismo año por la discográfica Virgin Records. La canción es conocida por repetir el título de la canción. También es conocida por su video musical, dirigido por Michel Gondry y con la coreografía de Blanca Li.

## Composición
La clave es una línea de bajo continuo y una voz procesada con un vocoder cantando "around the world" en cadenas continuas. La frase se repite 144 veces en la versión del álbum y 80 veces en la edición de radio.
Tras el análisis de la canción, Michel Gondry hizo notar su peculiar estructura: «Me di cuenta de lo genial y simple que la música era. Sólo cinco instrumentos diferentes, con muy pocos patrones, cada uno para crear numerosas posibilidades de representaciones. Usando siempre la repetición, y dejándola cuando es demasiado». También señaló la similitud entre la línea de bajo de «Around the World» y el de la canción de Chic «Good Times».
Una versión de «Around the World» fue lanzada en el 2006 titulada «Around the World Again» por Nicky Van She y Dangerous Dan. Will.i.am hizo un remix de su canción I Got It from My Mama, el cual incluye un extracto de la canción «Around the World». Daft Punk negó haber autorizado el uso de la canción antes de haberla producido y se negaron a darle permiso a will.i.am para publicar el remix. Sin embargo, un vídeo musical fue filmado para el remix. Una canción titulada «Around the World» fue publicada por el rapero P.M., la cual contiene un extracto de «Around the World». Señor Coconut lanzó un cover de «Around the World» en su álbum de 2008 Atom™ Presents: Around the World with Señor Coconut and his Orchestra.

## Video musical
El video musical de Michel Gondry cuenta con unos robots que caminan en círculos en una plataforma (que representa un disco de vinilo), unos atletas altos (como lo describe Gondry) vestidos con chándales y con pequeñas cabezas de prótesis subiendo y bajando las escaleras, mujeres vestidas como nadadoras de nado sincronizado (descritas por Gondry como "disco girls") subiendo y bajando en otras escaleras, calaveras bailando en el centro del "disco" y momias bailando al ritmo de la batería. 
Se supone que esto es una representación visual de la canción; cada elemento representa un instrumento. De acuerdo con las notas de Gondry, los androides representan la voz robótica cantando; los atletas simbolizan las notas ascendientes/descendientes del bajo; las nadadoras (o "disco girls") representan el teclado; las calaveras para las guitarras; las momias representan la caja de ritmos.
«Around the World» fue el primer intento de Gondry para poner el baile organizado en sus vídeos musicales. «Estaba cansado de ver que la coreografía se estaba maltratando en los vídeos, sirviendo de relleno con cortes y ediciones rápidas, muy superficial. No creo que la coreografía se deba filmar con zoom». La idea, originalmente de Gondry, fue luego expandida por la coreógrafa Blanca Li. Los trajes fueron diseñados por Florence Fontaine, la madre del hijo de Gondry. Las luces fueron operadas por el hermano del director, Olivier "Twist" Gondry. Como Michel Gondry declaró: «Todo se redujo a un asunto familiar».
Elementos del video musical aparecen en el video de la canción «Daft Punk Is Playing at My House» de LCD Soundsystem, lanzada en 2005. El diseño general del video también inspiró al video de "Rain Down Love" de Freemasons, editado en 2006.

## Otras versiones
- El Señor Coconut y su orquesta hizo una versión del tema, que abría su disco homónimo (2008).
- En Rayman Raving Rabbits 2 esta canción promociona la sección con el personaje homónimo en la que los conejos tratan de conquistar el mundo.
- DJ Moule hizo un remix de la canción en un bootleg cuyo copyright pertenece a MTV.

## Lista de canciones
- CD Maxi Single (V25D-38608)[6]

1. "Around the World" (editado para radio) — 3:11
2. "Around the World" (Tee's Frozen Sun mix) — 7:56
3. "Around the World" (Motorbass Vice mix) — 6:39
4. "Around the World" (versión del álbum) — 7:07

## Posicionamiento en listas y certificaciones
| Listas (1997)                         | Mejor posición |
| ------------------------------------- | -------------- |
| Alemania (Media Control AG)           | 16             |
| Australia (ARIA)                      | 11             |
| Austria (Ö3 Austria Top 40)           | 15             |
| Bélgica (Flandes) (Ultratop 50)       | 15             |
| Bélgica (Valonia) (Ultratop 50)       | 4              |
| Canadá (RPM Top Singles)              | 24             |
| Estados Unidos (Billboard Hot 100)    | 61             |
| Estados Unidos (Hot Dance Club Songs) | 1              |
| Finlandia (OFC)                       | 9              |
| Francia (SNEP)                        | 5              |
| Italia (Italian Singles Chart)        | 1              |
| Noruega (VG-lista)                    | 20             |
| Países Bajos (Dutch Top 40)           | 21             |
| Reino Unido (UK Singles Chart)        | 5              |
| Suiza (Schweizer Hitparade)           | 14             |
| Suecia (Sverigetopplistan)            | 20             |

| Lista (2007)                | Mejor posición |
| --------------------------- | -------------- |
| Suiza (Schweizer Hitparade) | 47             |

| País      | Organismo certificador | Certificación  | Ref.   |
| --------- | ---------------------- | -------------- | ------ |
| Australia | ARIA                   | Disco de Oro   | [ 23 ] |
| Francia   | SNEP                   | Disco de Plata | [ 24 ] |

### Sucesión en listas
| Anterior: «Encore Une Fois» de Sash! | Hot Dance Club Songs — Sencillo Nro 1 16 de agosto de 1997 — 23 de agosto de 1997 | Siguiente: «Din Daa Daa» de Kevin Aviance |